# Índice de Severidade de Seca de Palmer
O índice de severidade de seca de Palmer ou índice PDSI (do inglês Palmer drought severity index) é um índice usado para monitorizar eventos de seca. O índice analisa dados de precipitação e temperatura do ar, com recurso a um modelo simples de balanço hídrico, e permite classificar a intensidade da seca em fraca, moderada, severa e extrema. Foi desenvolvido pelo meteorologista norte-americano Wayne Palmer e publicado em 1965.